# Cyneburh
Cyneburh est une princesse et religieuse anglo-saxonne du VIIe siècle.

## Biographie
Cyneburh est la fille de Penda, roi païen de Mercie dans le deuxième quart du VIIe siècle. La seule épouse connue de Penda, Cynewise, pourrait être sa mère, mais aucune source ne l'indique explicitement. Contrairement à son père, elle se convertit au christianisme. Elle épouse à une date inconnue Alhfrith, le fils du roi de Northumbrie Oswald, qui règne sur le Deira sous l'autorité de son père.
Cyneburh et sa sœur Cyneswith sont considérées comme les fondatrices d'un monastère double à Castor, dans le Northamptonshire. Après leur mort, elles y sont inhumées et y font l'objet d'un culte. La Chronique anglo-saxonne rapporte que leurs dépouilles sont transférées à l'abbaye de Peterborough en 963.